# Kao nekada: Live at S.C.
Kao nekada: Live at S.C. je peti live album za 25. obljetnicu Parnog valjka. Album obiluje duetima i izvrsnim puhačkim dionicama. Dvostruki album sa 17 pjesama na prvom CD-u, a 5 na drugom. Na drugom CD-u nalaze se i dvije video snimke s probe. Na albumu se nalaze neke posve nove verzije starih klasika poput veselije verzije "Jesen u meni". Ukupno trajanje (bez videa): 1:32:28.

## Popis pjesama

### CD 1
1. Nije pomoglo (s albuma Sjaj u očima) (3:55)
2. Srcekrad (singl) (4:10)
3. Mir na jastuku (singl) (4:02)
4. Zastave (s albuma Zastave) (4:30)
5. Uvijek kad ostanem sam (gost: Drago Mlinarec) (s albuma Sjaj u očima) (3:04)
6. Vrijeme je na našoj strani (s albuma Vrijeme je na našoj strani) (4:44)
7. Dok je tebe (s albuma Samo snovi teku uzvodno) (3:56)
8. Nemirno more (s albuma Buđenje) (4:31)
9. Zapjevaj (s albuma Zastave) (4:40)
10. Javi se (s albuma Vruće igre) (3:26)
11. Jesen u meni (s albuma Anđeli se dosađuju?) (5:35)
12. Kada kola krenu (s albuma Zastave) (5:29)
13. Stojim već satima (gost: Davor Gobac) (s albuma Pokreni se!) (2:51)
14. 700 milja (od kuće) (s albuma Gradske priče) (5:08)
15. U ljubav vjerujem (s albuma Zastave) (5:14)
16. Ugasi me (gošća: Nina Badrić) (s albuma Pokreni se!) (3:22)
17. Gledam je dok spava (s albuma Pokreni se!) (4:09)

- Trajanje CD-a: 1:12:52.

### CD 2
1. Maloj ptici (s juga) (s albuma Samo snovi teku uzvodno) (2:40)
2. Nemirno more (gost: Oliver Dragojević) (s albuma Buđenje) (4:20)
3. Pusti nek' traje (s albuma Uhvati ritam) (3:48)
4. Zagreb ima isti pozivni (s albuma Anđeli se dosađuju?) (4:53)
5. Sve još miriše na nju (Gost: Klapa Šufit) (s albuma Buđenje) (3:53)
6. Javi se (snimka s probe) (s albuma Vruće igre)
7. Ugasi me (snimka s probe) (s albuma Pokreni se!)

- Trajanje CD-a bez videa: 19:36.

## Izvođači
- Aki Rahimovski - glas
- Husein Hasanefendić Hus - gitare, vokal
- Marijan Brkić Brk - gitare, vokal
- Dražen Scholz Šolc - bubnjevi, vokal
- Berislav Blažević Bero - klavijature
- Zvonimir Bučević - Buč - bas
- Tina Rupčić - prateći vokal

## Gosti
- Drago Mlinarec - vokal na "Uvijek kad ostanem sam"
- Davor Gobac - vokal na "Stojim već satima"
- Nina Badrić - vokal na "Ugasi me"
- Oliver Dragojević - vokal na "Nemirno more"
- Klapa Šufit - vokali na "Sve još miriše na nju"

## Vanjske poveznice
- Kao nekada: Live at S.C. na službenoj stranici sastava
- Kao nekada: Live at S.C. na stranici Discogs.com